# Ferdinand Hirzegger
Ferdinand Hirzegger (* 2. Juni 1976 in Rottenmann) ist ein ehemaliger österreichischer Naturbahnrodler. Er startete im Einsitzer, wurde 2001 Vizeweltmeister und gewann in der Saison 1999/2000 den Gesamtweltcup. Insgesamt gewann er fünf Weltcuprennen.

## Karriere
Hirzegger begann bereits als Fünfjähriger mit dem Naturbahnrodeln. Den ersten internationalen Erfolg erzielte er bei der Junioreneuropameisterschaft 1996 in Szczyrk, als er die Bronzemedaille im Einsitzer gewann. Nach mehreren Verletzungen zu Beginn seiner Karriere fand er Ende der 1990er-Jahre Anschluss an die Weltspitze. In der Saison 1997/1998 erzielte er punktegleich mit seinem Landsmann Robert Tomelitsch den sechsten Platz im Gesamtweltcup und ein Jahr später wurde er Gesamt-Achter. Bei der Europameisterschaft 1999 in Szczyrk fuhr er ebenfalls auf Rang acht.
Der endgültige Durchbruch gelang dem damals 23-jährigen Steirer in der Saison 1999/2000. Hirzegger gewann vier von sechs Weltcuprennen und belegte zwei vierte Plätze, womit er vor seinem Landsmann Gerhard Pilz und dem Italiener Anton Blasbichler Gesamtweltcupsieger wurde. Daraufhin erhielt er das Goldene Ehrenzeichen für Verdienste um die Republik Österreich. Das schlechteste Saisonergebnis erzielte er ausgerechnet bei der Weltmeisterschaft 2000 in Olang. Hier kam er nur auf Platz sechs. Die Saison 2000/2001 begann Hirzegger mit zwei dritten und einem zweiten Platz, womit er als Weltcupführender und Favorit zur Weltmeisterschaft 2001 auf seiner Heimstrecke in Stein an der Enns anreiste. Hirzegger lag nach zwei von drei Wertungsläufen sechs Zehntelsekunden in Führung, verbremste aber den dritten Durchgang und wurde von Anton Blasbichler noch um 19 Hundertstelsekunden überholt. Hirzegger gewann Silber. Im erstmals ausgetragenen Mannschaftswettbewerb war er als Teil des Teams Österreich I ebenfalls am Start. Die Mannschaft kam aber nach einem Ausfall des Doppelsitzers Beer/Kögl nicht in die Wertung. Die letzten beiden Weltcuprennen des Winters (das vierte Saisonrennen musste witterungsbedingt abgesagt werden) beendete Hirzegger nur an sechster bzw. siebenter Position, weshalb er im Gesamtweltcup nach seiner Halbzeitführung auf Rang drei zurückfiel.
Nach einem vierten Platz zu Beginn der Weltcupsaison 2001/2002 stand Hirzegger dreimal in Folge auf dem Podest und feierte im Parallelwettbewerb von Triesenberg seinen fünften und letzten Weltcupsieg. Mit zwei sechsten Plätzen zu Saisonende erreichte er hinter Gerhard Pilz, der drei Saisonsiege feierte, den zweiten Platz im Gesamtweltcup. Bei der Europameisterschaft 2002 in Frantschach-Sankt Gertraud wurde er Siebenter. In seiner letzten Saison 2002/2003 erreichte Hirzegger im fünften Weltcuprennen in Kindberg als Dritter seinen letzten Podestplatz. Am Ende belegte er Rang sechs im Gesamtklassement. Bei der Weltmeisterschaft 2003 in Železniki wurde Hirzegger, der nach einem Daumenbruch eine Spezialschiene tragen musste, Zwölfter.
Nach seiner aktiven Karriere begann Hirzegger seine Tätigkeit als Trainer, unter anderem ab 2005 für die österreichische Damenmannschaft und seit 2009 als persönlicher Trainer von Gernot Schwab.

## Sportliche Erfolge

### Weltmeisterschaften
- Rautavaara 1998: 15. Einsitzer
- Olang 2000: 6. Einsitzer
- Stein an der Enns 2001: 2. Einsitzer
- Železniki 2003: 12. Einsitzer

### Europameisterschaften
- Szczyrk 1999: 8. Einsitzer
- Frantschach 2002: 7. Einsitzer

### Junioreneuropameisterschaften
- Saint-Marcel/Fénis 1995: 10. Einsitzer
- Szczyrk 1996: 3. Einsitzer, 11. Doppelsitzer (mit Gernot Schwab)

### Weltcup
- Gesamtweltcupsieg im Einsitzer in der Saison 1999/2000
- 2. Platz im Einsitzer-Gesamtweltcup in der Saison 2001/2002
- 3. Platz im Einsitzer-Gesamtweltcup in der Saison 2000/2001
- 5 Siege in Weltcuprennen:

| Datum             | Ort                    | Land          | Disziplin |
| ----------------- | ---------------------- | ------------- | --------- |
| 16. Jänner 2000   | Garmisch-Partenkirchen | Deutschland   | Einsitzer |
| 23. Jänner 2000   | Gummer                 | Italien       | Einsitzer |
| 13. Februar 2000  | Stein an der Enns      | Österreich    | Einsitzer |
| 27. Februar 2000  | Aosta                  | Italien       | Einsitzer |
| 19. Dezember 2001 | Triesenberg            | Liechtenstein | Einsitzer |

### Österreichische Meisterschaften
- Österreichischer Staatsmeister im Einsitzer 2001

## Auszeichnungen
- 2000: Goldenes Ehrenzeichen für Verdienste um die Republik Österreich